# Грин, Джулиан
Джу́лиан Уэсли Грин (англ. Julian Wesley Green; род. 6 июня 1995 года, Тампа, США) — американский и немецкий футболист, полузащитник немецкого клуба «Гройтер Фюрт».

## Клубная карьера
Воспитанник футбольной академии «Баварии».
Дебютировал за основной состав «Баварии» в ответном матче группового этапа Лиги чемпионов 2013/14 в Химках против ПФК ЦСКА. Провел на поле 3 минуты в конце второго тайма, команда выиграла со счётом 3:1.
1 сентября 2014 года Грин был арендован «Гамбургом» на один год. 14 сентября 2014 года он дебютировал в Бундеслиге в матче против «Ганновера» (0:2).
В декабре 2016 подписал контракт до 3 июня 2019 года с клубом «Штутгарт». 31 августа 2017 года Грин на правах аренды перешёл в «Гройтер Фюрт». Сезон 2017/18 он завершил, отыграв 24 матча и забив три гола. Затем, когда истёк срок аренды, Грин заключил с клубом двухлетний контракт, став игроком клуба. 

## Карьера в сборной
Играл за сборную США в Чемпионате Мира в Бразилии, где забил гол в матче 1/8 финала Бельгия — США.

## Достижения
«Бавария»
- Чемпион Германии: 2013/14
- Обладатель Кубка Германии: 2013/14
- Победитель Клубного чемпионата мира: 2013
- Итого: 3 трофея